# Тънкоопашат смок
Тънкоопашатият смок (Orthriophis taeniurus) е вид дълга полудървесна змия от семейство Смокообразни (Colubridae), ендемичен за Азия. Известни са няколко подвида тънкоопашати смокове, със средна дължина варираща около 1,5-2,1 m. Неофициалният световен рекорд за най-дълъг тънкопашат смок е малко под 3 m.

## Разпространение и местообитание
Този вид се среща в Бирма, Камбоджа, Китай, Корея, Индия, Индонезия, Япония, Лаос, Малайзия, Русия, Тайван, Тайланд и Виетнам. Обитава планински и равнинни гори, открити пространства с тревиста растителност, ферми и овощни градини.

## Описание
Екземплярът, описан за пръв път от Едуард Коуп е с дължина около 160 cm, и опашка - 35 cm. Основният цвят е жълтеникаво-кафяв, като върха на главата и шията са едноцветни. По гърба си има два чифта черни заоблени петна, които се сливат. Коремът е жълтеникав с тъмни петна. От всяко око започва тъмна ивица, която се простира до ъглите на устата. Горните ѝ устни са жълтеникаво-бели.

## Хранене
Тънкоопашатият смок е дневна змия, активна главно следобед. Храни се с птици и малки бозайници (гризачи, прилепи и др.).

## Размножаване
Температурата, при която заспива зимен сън е около 18-20 °C. Чифтосването обикновено започва през пролетта, около един месец след като се събуди от зимен сън. Новоизлюпените малки са с дължина около 30-45 cm и си подменят кожата след около 2 седмици. Растат бързо и само след около 14 месеца достигат на дължина от 135 cm. Способни са на възпроизвеждане след като станат на 18 месеца.

## Подвидове
Тънкоопашатите смокове биват няколко подвида:
- Подвид Orthriophis taeniurus callicyanous Schultz, 2010 – разпространен е в Бирма и Тайланд
- Подвид Тайвански тънкоопашат смок (Orthriophis taeniurus friesei) (Werner, 1928) – Тайван
- Подвид Orthriophis taeniurus grabowskyi (Fischer, 1885) - Суматра, части на Източна Малайзия и Калимантан на остров Борнео.
- Подвид Orthriophis taeniurus mocquardi Schultz, 1996 - югоизточната част на Китай, северната част на Виетнам, както и на остров Хайнан.
- Подвид Orthriophis taeniurus ridleyi (Butler, 1899) – Тайланд и полуостров Малайзия
- Подвид Orthriophis taeniurus schmackeri (Boettger, 1895) - Япония, островите Рюкю
- Подвид Китайски тънкоопашат смок (Orthriophis taeniurus taeniurus) (Cope, 1861) – Китай
- Подвид Orthriophis taeniurus yunnanensis (Anderson, 1879) - Индия, Китай, Бирма, Лаос, Мианмар, Тайланд и Виетнам